# Enrique Romaña
Enrique Romaña (28 de diciembre de 1988, Bogotá, Colombia) es un futbolista colombiano. Juega de defensa y su equipo actual es el Manta Fútbol Club de la Serie A de Ecuador.
Debutó al servicio de Millonarios FC.

## Clubes
| Club        | País      | Año       |
| ----------- | --------- | --------- |
| Millonarios | Colombia  | 2007-2008 |
| San Antonio | Venezuela | 2009      |
| La Paz F.C. | Bolivia   | 2010-2011 |
| Manta F.C.  | Ecuador   | 2012-2014 |